# Mszaniec (gmina)
Mszaniec – dawna gmina wiejska w powiecie trembowelskim województwa tarnopolskiego II Rzeczypospolitej. Siedzibą gminy był Mszaniec.
Gminę utworzono 1 sierpnia 1934 r. w ramach reformy na podstawie ustawy scaleniowej z dotychczasowych gmin wiejskich: Howiłów Mały, Howiłów Wielki, Kobyłowłoki, Mszaniec, Witosówka i Zofjówka. Wszystkie gminy – oprócz Kobyłowłoków – przeniesiono 15 czerwca 1934 do powiatu trembowelskiego z powiatu kopyczynieckiego.
Pod okupacją zniesiona do gminy przyłączono wieś Dereniówka ze zniesionej gminy Janów.
Po II wojnie światowej obszar gminy znalazł się w ZSRR.